# 93.ª Divisão de Infantaria (Alemanha)
A 93ª Divisão de Infantaria (em alemão:93. Infanterie-Division) foi uma unidade militar que serviu no Exército alemão durante a Segunda Guerra Mundial.

## Comandantes
| Comandante                                  | Data                                         |
| ------------------------------------------- | -------------------------------------------- |
| General der Pionere Otto Tiemann            | 1 de setembro de 1939 - 1 de maio de 1943    |
| Generalleutnant Gottfried Weber             | 1 de maio de 1943 - 31 de maio de 1943       |
| General der Pionere Otto Tiemann            | 31 de maio de 1943 - ? de setembro de 1943   |
| General der Artillerie Horst von Mellenthin | ? de setembro de 1943 - 1 de outubro de 1943 |
| Generalleutnant Karl Löwrick                | 1 de outubro de 1943 - 20 de junho de 1944   |
| Generalleutnant Erich Hofmann               | 20 de junho de 1944 - 27 de julho de 1944    |
| Oberst Hermann                              | 27 de julho de 1944 - 1 de setembro de 1944  |
| Generalmajor Kurt Domansky                  | 1 de setembro de 1944 - ? de março de 194    |

## Área de operações
| Frente Ocidental              | setembro de 1939 - maio de 1940    |
| França                        | maio de 1940 - junho de 1941       |
| Frente Ocidental, setor norte | junho de 1941 - agosto de 1943     |
| Polônia                       | agosto de 1943 - outubro de 1943   |
| Frente Ocidental, setor norte | outubro de 1943 - outubro de 1944  |
| Bolsão de Kurland             | outubro de 1944 - dezembro de 1944 |
| Prússia Oriental              | dezembro de 1944 - março de 1945   |